# Камар-уд-Дин хан
Итимад-ад-Даула, Камар-уд-Дин Хан, Мир Мухаммад Фазиль (+ 21 марта 1748) — знатный пенджабский дворянин эпохи Великих Моголов, араин мусульманского происхождения, великий визирь Империи Великих Моголов (1724—1748).

## Биография
Сын Мухаммада Амина Хана Турани (+ 1721), великого везиря Империи Великих Моголов (1721—1721) .
В конце правления могольского императора Аурангзеба Мир Мухаммад Фазиль получил титул «Камарудин-Хан». В правление императора Фаррух-Сияра он был назначен Bakshi of Ahadis а позже возглавил экспедицию против сикхов вместе с Абдусом Самадом Ханом Дилер Джангом. В начале правления императора Мухаммад Шаха, через некоторое время после убийства великого везиря Сайида Хусейна Али Хана под руководством своего отца он отразил нападение на имперские войска и проявил огромную доблесть. За что ему был пожалован мансаб в 6000, должность второго Бакши (Прежняя должность его отца, которая стала вакантной после его отставки) и должность «Darogah e Ghusl Khana».
После смерти своего отца Мухаммад Амин-хана Турани, который в то время занимал пост великого визиря, новым великим визирем был назначен Низам аль Мульк Камар-уд-дин Асаф Джах, Камар Уд-Дин Хан, которого вызвали ко двору, Камар уд-Дин был повышен в звании и получил титул своего отца Итимад уд-Даула. Позже Асаф Джах он счел придворную атмосферу слишком гедонистической и развратной, что ему лично не нравилось, и впоследствии подал в отставку с поста великого визиря. После чего должность великого визиря перешла к Камар уд-Дин-хану.
Его правление на посту великого визиря было в основном небогато событиями, и он наслаждался своей должностью с удовольствием, за исключением нескольких походов против маратхов в Малавской субе. Наряду с другим событием, в котором он выступил с Сафдар Джангом, Умдатом аль- Мульком и императором Мухаммад-шахом против Али Мохаммед Хан Рохилла. Однако, обнаружив, что Али Мохаммад Хан является подходящей проверкой против Сафдара Джанга, которого он презирал. Камар-уд-дин Ханн помог Али Мохаммеду найти работу на императорской службе и способствовал его реабилитации и в конечном итоге назначению губернатором Сирхинда. Его сын был помолвлен с дочерью Наваба Али Мохаммад-хана.

## Смерть
Он возглавил армию против Ахмад-шаха Абдали и когда он стоял лагерем и молился, в него попало пушечное ядро, в результате чего он умер .

## Личность
Его обычно считали «любителем комфорта» с «приятным нравом», и в целом его любили как высшие, так и низшие слои общества. Он не соглашался причинять кому-либо вред и в этом объеме выплачивал компенсацию владельцам, имущество которых было конфисковано его жестоким отцом. Тем, кто не согласился с подходящей компенсацией, было возвращено их имущество. Он был вежлив и обходителен до такой степени, что всякий раз, когда Камарудин Асаф Джа И посещая Дели, он вставал, чтобы поприветствовать его из уважения к возрасту письма и несмотря на его собственную должность великого визиря.